# FV Wannsee
Maillots
Le FV Wannsee est un club allemand de football localisé, dans le quartier de Wannsee dans l'arrondissent de Steglitz-Zehlendorf à Berlin.

## Repères historiques
- 1896 – 08/03/1896, fondation du MANNER TURN VEREIN WANNSEE.
- 1935 – 27/04/1935, fusion du MANNER TURN VEREIN WANNSEE avec le SPORTCLUB WANNSEE pour former le TURN-und SPORTCLUB WANNSEE.
- 1945 - TURN-und SPORTCLUB WANNSEE fut dissous par les Alliés.
- 1950 – 16/03/1950, reconstitution du TURN-und SPORTCLUB WANNSEE.
- 1971 – 24/06/1971, la section football du TURN-und SPORTCLUB WANNSEE devint indépendante sous le nom de FUSSBALL VEREININUNG WANNSEE.
- 1987 – fusion de FUSSBALL VEREININUNG WANNSEE avec la section football du  TURN-und SPORTCLUB MAKKABI.
- 1997 – fin de la fusion de 1987, la section football du  TURN-und SPORTCLUB MAKKABI retourna dans son club d’origine.

## Localisation

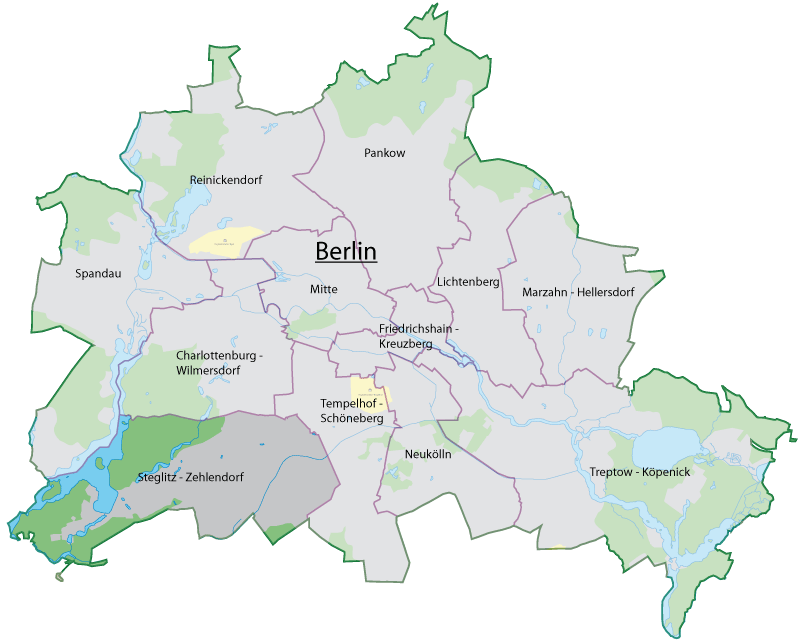
Localisation de l'arrondissement de Steglitz-Zehlendorf

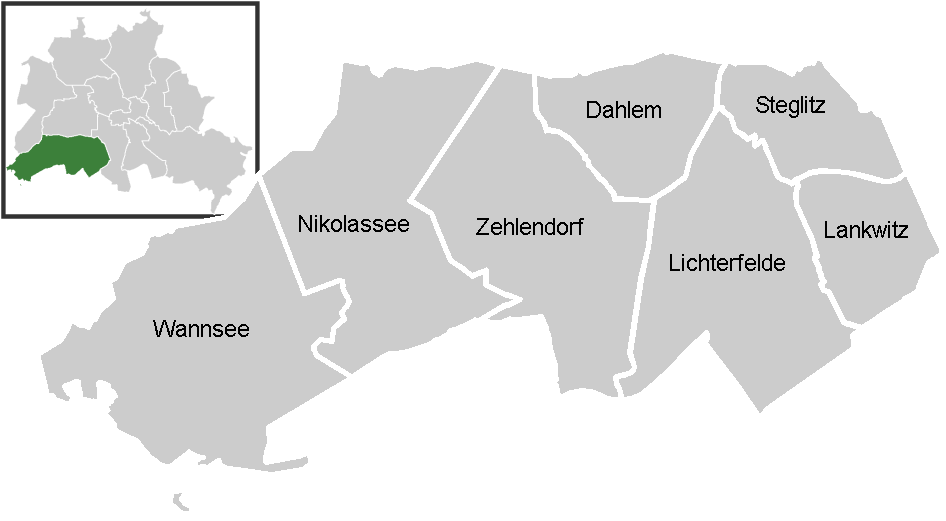
Les quartiers de l'arrondissement de Steglitz-Zehlendorf

## Histoire
Le club fut fondé sous l’appellation de MTV Wannsee, le 8 mars 1896. Le 27 avril 1935, il fusionna avec le SC Wannsee pour former le TuS Wannsee.
Le cercle resta anonyme dans les séries inférieures berlinoises jusqu’après la Seconde Guerre mondiale. En 1945, le club fut dissous par les Alliés (voir Directive n°23).
Le club fut reconstitué en 1950 sous la dénomination TuS Wannsee.
Lors des deux décennies suivantes le club connut sa période le plus riche en termes de succès sportif. La section football accéda à l’Amateurliga Berlin (niveau 3) et s’y installa.
Des divergences intervinrent au sein du club. Les responsables des autres sections sportives n’étaient pas d’accord de verser des indemnités aux joueurs de football et que tout le cercle subisse le passif dû à cela. En 1965, la section football devint autonome du club principal sous la dénomination de Fussball Vereinigung Wannsee im TuS Wannsee.
Au terme de la saison 1968-1969, la section football du TuS Wannsee remporta l’Amateurliga Berlin et gagna ainsi le droit de monter en Regionalliga Berlin, soit l’équivalent à l’époque de la Division 2. L’équipe y joua trois saisons puis redescendit en 1972. Entre-temps, le 24 juin 1971, la section football devint un cercle indépendant sous l’appellation de FV Wannsee.
En 1974, lors de la création de la 2. Bundesliga, le club manqua la qualification pour l’Oberliga Berlin (niveau 3). Le cercle se retrouva ainsi au 4e niveau de la hiérarchie.
En 1987, l’équipe première du FV Wannsee se retrouva dans la B-Klasse et fut même menacée de descendre en C-Klasse, la plus basse de toutes les ligues ! Au même moment, la section football du TuS Makkabi connut les mêmes soucis celle de Wannsee vingt ans plus tôt, à savoir le refus des différentes sections de souffrir financièrement à cause du département football. Le FV Wannsee et la section football du TuS Makkabi fusionnèrent et jouèrent le Landesliga (alors niveau 4) sous le nom de FV Wannsee.
À la suite de la chute du Mur de Berlin en novembre 1989, la grande majorité des clubs de l’ex-RDA revint dans le giron de la DFB. Celle-ci restructura ses séries. À Berlin, la Landesliga (niveau 4) compte alors deux séries (Est et Ouest). Au terme de la saison 1990-1991, le FV Wannsee remporta le titre et monta en Oberliga Nordost. Cette ligue qui fut partagée en trois séries (Nord, Centre et Sud) remplaça l'Oberliga Berlin, active depuis 1974.
Finissant 18e sur 20, le FV Wannsee redescendit dans la nouvelle Verbandsliga Berlin instaurée au niveau 4. En 1995, le club fut renvoyé en Landesliga soit le niveau 6. En effet, à la suite de l’instauration des Regionalligen au 3e étage, les Oberligen devinrent niveau 4 et la Verbandsliga Berlin le niveau 5.
En 1997, la section football du TuS Makkabi retourna vers son club d’origine. Par la suite, le FV Wannsee recula dans la hiérarchie berlinoise.

## Palmarès
- Champion de l’Amateurliga Berlin: 1969.
- Champion de la Landesliga Berlin: 1990.